# Rafika Duri
Rafika Duri (nacida en Bangka, el 20 de enero de 1960) es una cantante indonesia que empezó su carrera artística en la década de los años 1970, con canciones tituladas como  Tertusuk Duri y Hanya Untukmu ciptaan A. Riyanto.

## Biografía
La más joven de siete hermanos, su carrera inició en el distrito de Sungailiat, Bangka, con que comenzó a cantar desde la infancia. En 1971 a los 11 años de edad, Fika, por su apodo, se convirtió en la primera ganadora de cantante Pop en Bangka. Después de eso, Fika se trasladó a Yakarta y se quedó con su hermana. En Yakarta, Fika incluye clases particulares de canto. Su nombre se hizo famosa tras ganar el concurso vocal de un concurso promocionado por una Radio y canal de Televisión en 1976. En ese momento apareció Harvey Malaiholo, quien también pasó a ganar la siguiente categoría de mejor cantante masculino. Harvey finalmente también se hizo famoso y realizó un dúo con Fika.
Fika consiguió el premio Gayageum Premios, organizado en un Festival Internacional de la Canción a través del tema musical titulado "Only You", compuesta por A. Riyanto en 1978.

## Temas musicales
1. Tertusuk Duri
2. Tersiksa Lagi
3. Kekasih
4. Isabella
5. Diwajahmu kulihat Bulan
6. Tirai
7. Cinta Pertama con Harvey Malaiholo
8. Kidung
9. Permata Hati
10. Tiada Kau Sadari
11. Zaal Biru
12. Pilar
13. Puja
14. Jua
15. Rindu
16. Lagu Untukmu
17. Gelora Asmara
18. Cemara
19. Sebelum Tersisih
20. Asmara Melanda
21. Untuk Dikau ciptaan Lilis Suryani
22. Kau Tanyakan Rembulan ciptaan Ireng Maulana
23. Dalam Kerinduan
24. Layu Sebelum Berkembang ciptaan A.Riyanto
25. Payung Angan
26. Puspa Dewi
27. Tiada Yang Lain Lagi
28. Seandainya
29. Hanya Semalam ciptaan Bing Slamet & Ismail Marzuki
30. Jalan Hidup Manusia
31. Satu Nada Cinta
32. Dilanda Cinta ciptaan A.Riyanto
33. Selamat jalan
34. Jangan Lagi ciptaan Titiek Puspa
35. Tak Ingin Terlena
36. Penghambur Cinta
37. Usah Kau Sesali
38. Terlambat
39. Biarkan
40. Hati Yang Beku
41. Jangan Terulang Lagi
42. Cinta Palsu
43. Kusayang Padamu
44. Mari Gembira
45. Kau dan Aku
46. Kasih Sayang
47. Bukan Itu Maksudku
48. Datanglah Lagi Padaku
49. Ingin Kau Temani
50. Semoga Bertemu Lagi
51. Citra ciptaan Sam Bimbo
52. Ariawan ciptaan Ireng Maulana
53. Embun ciptaan Tjok Sinsoe
54. Cinta
55. Jangan Lama Dalam Bimbang
56. Surat Undangan
57. Pada Dewi Malam ciptaan Jaka Bimbo
58. Malam Syahdu
59. Keheningan Malam
60. Desir Angin
61. Cermin Tersiksa Lagu ciptaan Ramsey Lewis, Christ Kayhatu, Georgie Leiwakabessy
62. Lagu Rindu Asmara
63. Kau S'makin Terpesona ciptaan Is Haryanto
64. Hari Ini
65. Semua Yang Bilang ciptaan Charles Hutagalung
66. Kau Yang Kusayang
67. Persembahanku
68. Sabda Alam
69. Api Asmara